# Mendigorría
Mendigorría – gmina w Hiszpanii, w Nawarze, o powierzchni 39,43 km². W 2011 roku gmina liczyła 1085 mieszkańców.